# قضاء الكوت
قضاء الكوت وهو أحد أقضية محافظة واسط في العراق ومركزه مدينة الكوت وتبلغ مساحته حوالي 5640 كم2 وتتبع له ناحيتي واسط و يعد أكبر قضاء في المحافظة كما يشتهر بالصناعات النسيجية حيث فيه أكبر معمل للصناعات النسيجية إضافة إلى وجود سدة الكوت وشيخ سعد.

## التأسيس
قالت بان راوي شلتاغ في كتابها (الواقع الإداري لمدينة الكوت من العهد العثماني الأخير) "الكوت كلمة يُراد بها القلعة ومفهومها في العراق ما يُبنى لجماعة من الفلاحين على حافة نهر ليكون مأوى لهم أو مسكناً وهو إما من القصب أو الطين وقد يُبنى وحده أو يُبنى حوله بعض الأكواخ وأقرب ما يكون لتعريفه الميناء أو المُجمع أو مخزن الذخائر الحربية"، وقالت "ظهرت كوت العمارة بصورة تدريجية لتكون بديلة عن مدينة واسط القديمة التي اندثرت بسبب تحول مجرى نهر دجلة من مجراه الغربي إلى المجري الشرقي ولقد لفتت تلك المدينة الناشئة أنظارَ الحكومة العثمانية بعد منتصف القرن التاسع عشر بتقدمها المستمر وتوسعها وقررت أن تجعلها قائمقامية" فاستحدثوا قضاء الكوت العراقي سنة 1859 الميلادية في عهد الحكم العثماني للعراق، تابعاً حينئذٍ للواء بدرة وجصّان. وفي عام 1869 فُصلت ناحية بدرة من قضاء الكوت وصارت بدرة قضاء تابعاً مباشرة لسنجق بغداد.
| القائم مقام              | قائممقاميته |
| عزيز أفندي               | 1875 - 1878 |
| علي أفندي                | 1878 - 1882 |
| صالح أفندي               | 1882        |
| لامع بك                  | 1882        |
| شوكت بك بن رفعت بك       | 1888 - 1893 |
| راشد أفندي               | 1894        |
| محمد فريد باشا           | 1897 - 1898 |
| جعفر بك (وكالةً)          | 1899        |
| محمد راسم أفندي          | 1905 - 1907 |
| عبد العزيز أفندي         | 1907        |
| خير الله أفندي           | 1907 - 1911 |
| محمد راسم أفندي          | 1913        |
| طه أمين                  | 1913 - 1914 |
| غالب أفندي               | 1914        |
| عمر زكي                  | 1914        |
| محمد علي الهاشمي (وكالةً) | 1915 - 1916 |